# Личинела-Торе ди Паестум (Салерно)
Личинела-Торе ди Паестум (итал. Licinella-Torre di Paestum) је насеље у Италији у округу Салерно, региону Кампанија.
Према процени из 2011. у насељу је живело 2704 становника. Насеље се налази на надморској висини од 9 м.